# سده بزرگ

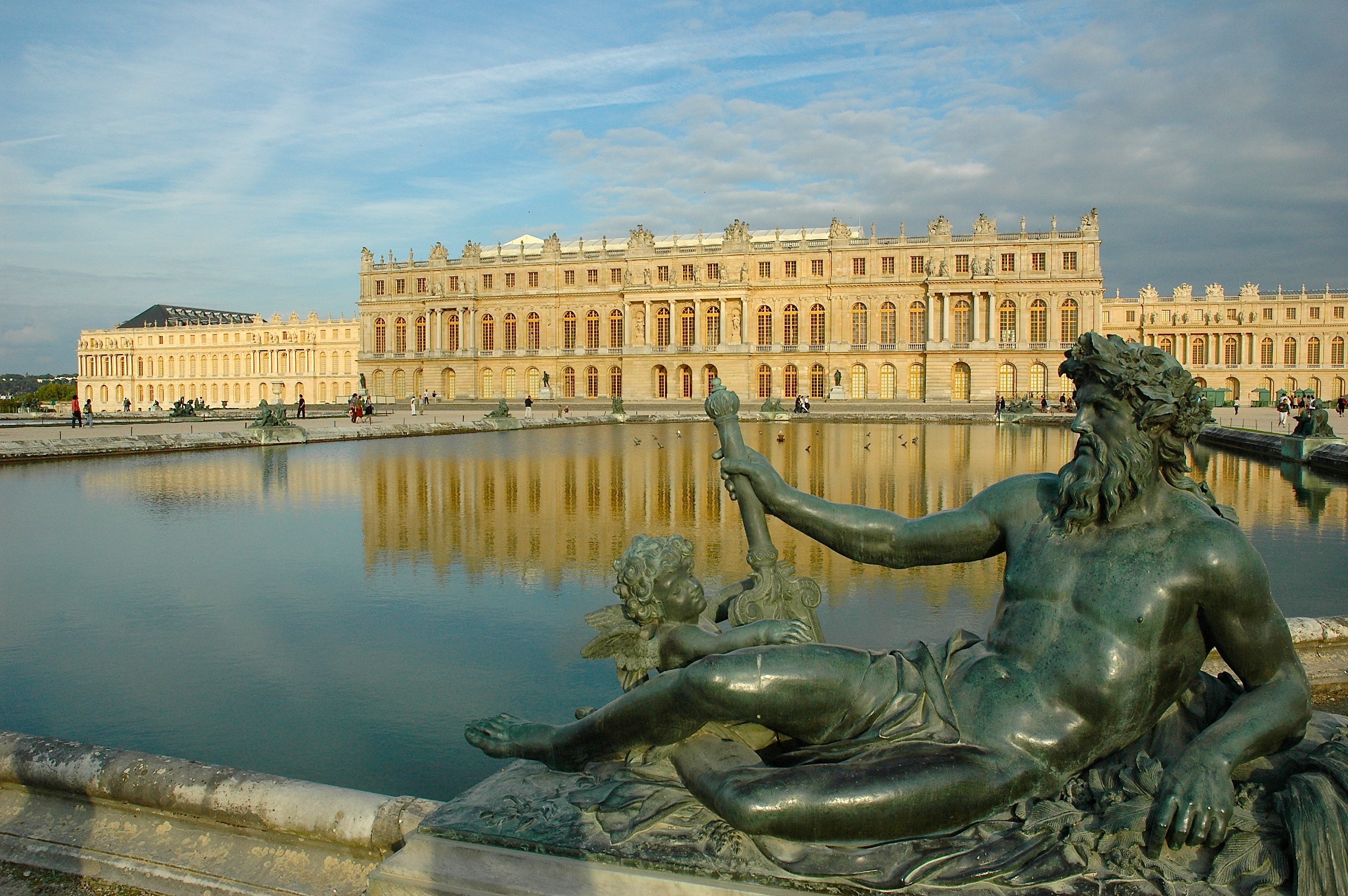
کاخ ورسای که نمود و تمرکز هنر و فرهنگ فرانسه و برای تمرکز قدرت سلطنتی در فرانسه ساخته شد.

سده بزرگ (فرانسوی: Grand Siècle) به دوره‌ای در تاریخ فرانسه در سده هفدهم میلادی تحت حکومت لوئی سیزدهم و لوئی چهاردهم گفته می‌شود. این دوره به دلیل توسعه هنر و ادبیات و همچنین ساخت کاخ ورسای، اثرات جنگ‌های مذهبی فرانسه و جنگ سی‌ساله شناخته می‌شود.
چهره‌های مشهور این دوره شامل معماران آندره لونوتر و فرانسوا مانسار، نقاشان نیکولا پوسن، فیلیپ دو شامپانی و شارل لو برن، نمایشنامه‌نویسان مولیر، ژان راسین و پیر کورنی، شاعر ژان دو لا فونتن، نویسنده شارل پرو، آهنگسازان هنری دومونت، ژان-باتیست لولی، مارک آنتوان شارپانتیه و فرانسوا کوپرن، فیلسوفان رنه دکارت و بلز پاسکال و همچنین نیکولا مالبرانش، پی‌یر گاسندی، لا روشفوکو، لا برویر و پیر بل می‌شوند.